# Meridià 26 a l'oest
El meridià 26 a l'oest de Greenwich és una línia de longitud que s'estén des del pol Nord travessant l'oceà Àrtic, Groenlàndia, l'oceà Atlàntic, l'oceà Antàrtic, i l'Antàrtida fins al pol Sud.
El meridià 26 a l'oest forma un cercle màxim amb el meridià 154 a l'est. Com tots els altres meridians, la seva longitud correspon a una semicircumferència terrestre, uns 20.003,932 km. Al nivell de l'Equador, és a una distància del meridià de Greenwich de 2.894 km.

## De Pol a Pol
Començant en el pol Nord i dirigint-se cap al pol Sud, aquest meridià travessa:
| Coordenades                             | País, territori o mar            | Notes |
| --------------------------------------- | -------------------------------- | --- |
| 90° 0′ N, 26° 0′ O / 90.000°N,26.000°O  | Oceà Àrtic                       | |
| 83° 21′ N, 26° 0′ O / 83.350°N,26.000°O | Groenlàndia                      | Terra de Peary septentrional |
| 83° 14′ N, 26° 0′ O / 83.233°N,26.000°O | Fiord Frederick E. Hyde          | |
| 83° 8′ N, 26° 0′ O / 83.133°N,26.000°O  | Groenlàndia                      | Terra de Peary meridional |
| 82° 10′ N, 26° 0′ O / 82.167°N,26.000°O | Fiord Independence (Groenlàndia) | |
| 82° 1′ N, 26° 0′ O / 82.017°N,26.000°O  | Groenlàndia                      | |
| 81° 36′ N, 26° 0′ O / 81.600°N,26.000°O | Fiord Hagen                      | |
| 81° 29′ N, 26° 0′ O / 81.483°N,26.000°O | Groenlàndia                      | Continent i Terra de Milne |
| 70° 32′ N, 26° 0′ O / 70.533°N,26.000°O | Scoresby Sund                    | |
| 70° 16′ N, 26° 0′ O / 70.267°N,26.000°O | Groenlàndia                      | |
| 68° 47′ N, 26° 0′ O / 68.783°N,26.000°O | Oceà Atlàntic                    | Passa a l'oest de l'illa de São Miguel, Açores, Portugal (a 37° 51′ N, 25° 51′ O / 37.850°N,25.850°O) · Pass a l'est de illa Saunders, Illes Geòrgia del Sud i Sandwich del Sud (a 57° 47′ S, 26° 20′ O / 57.783°S,26.333°O) · Pass a l'est de l'illa Montagu, Illes Geòrgia del Sud i Sandwich del Sud (a 58° 28′ S, 26° 13′ O / 58.467°S,26.217°O) |
| 60° 0′ S, 26° 0′ O / 60.000°S,26.000°O  | Oceà Antàrtic                    | |
| 75° 23′ S, 26° 0′ O / 75.383°S,26.000°O | Antàrtida                        | Antàrtida Argentina, reclamat per Argentina · Territori Antàrtic Britànic, reclamat per Regne Unit |